# Rune Glifberg

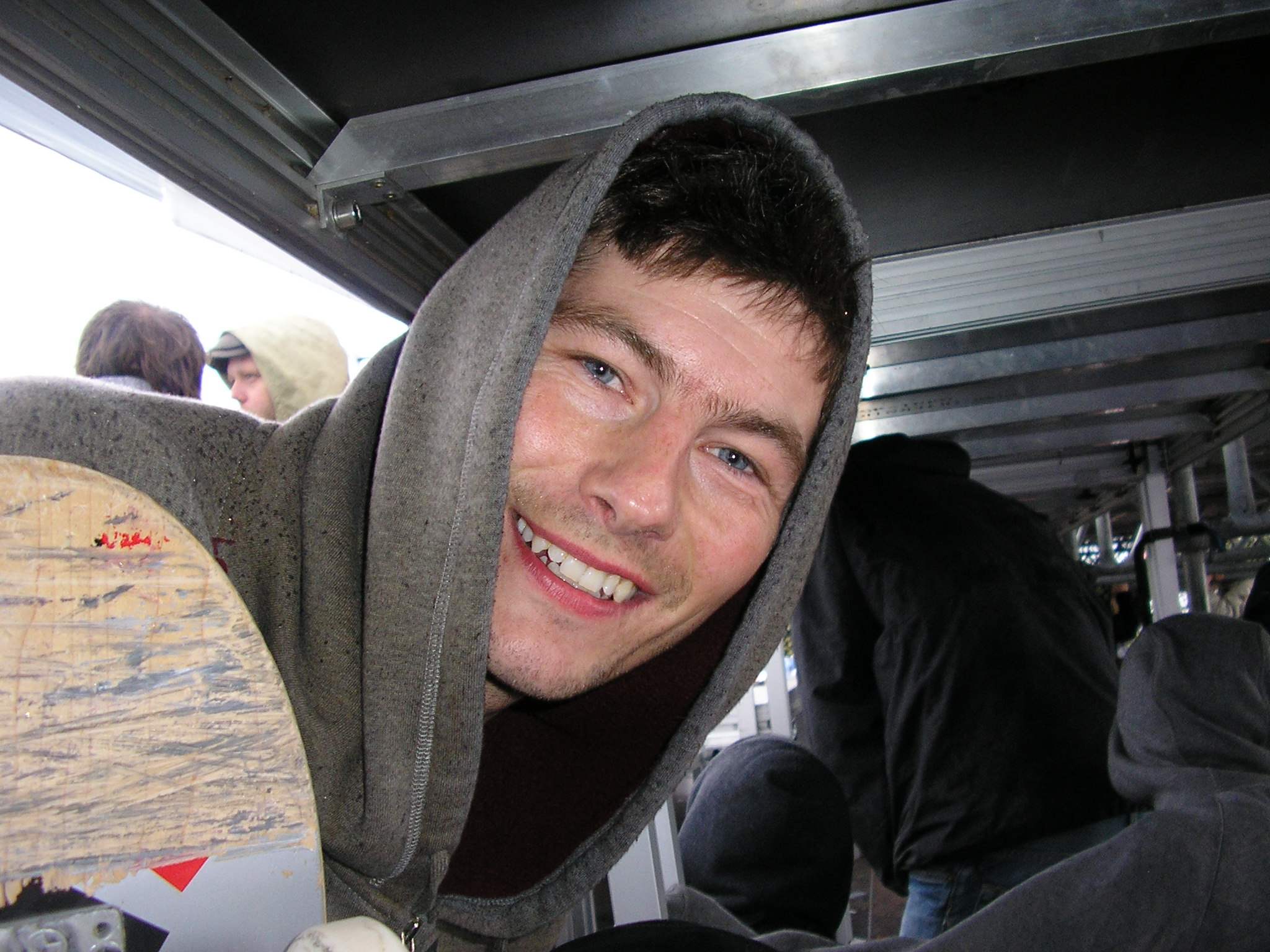
Rune Glifberg bij Quicksilver Bowlriders 06 in Malmö, Zweden

Rune Glifberg (Kopenhagen, 7 oktober 1974) is een Deens professionele skateboarder. 
Hij begon met skateboarden op elfjarige leeftijd toen hij een skateboard van een vriend kreeg. Begin jaren 90 werd Rune professioneel als vert-skater en werd hij gesponsord door Flip Skateboards, waar hij tegenwoordig nog steeds skate. Hij staat bekend om zijn agressieve stijl in pools.
Tevens is hij een karakter uit de bekende spelletjes van Tony Hawk.

## Huidige sponsoren
- Flip Skateboards/Bearings
- Fury Truck Company
- Ricta Wheel Dynamics
- Blackhole Griptape
- Bell Helments
- Boneless-Pads
- Volcomstone Clothing
- Etnies Footwear
- Oakley
- AMP'd Mobile
- Right Guard Xtreme Deo
- Utiltiyboardsupply.com
- Daggerskates
- P.R.O. Pro Riders Organsation
- ALIS

## Wedstrijden
- 2008 1e in X GAMES 14 SUPERPARK
- 2008 1e in WCSK8 - World Champion Skateboarding World Bowl Rankings.
- 2008 2e in Copenhagen Pro Vert.
- 2008 1e in Quiksilver Bowlriders Malmo.
- 2008 1e in Vans Protec Pool Party.
- 2008 2e in  Bondi Bowl-A-Rama Australia.
- 2008 1e in Okaley Bowl-A-Rama Australia.
- 2007 2e in WCSK8 World Bowl Rankings.
- 2007 1e in Protec Pool Party
- 2007 1e in Bondi Bowl-A-Rama Australia.
- 2006 1e in Northshore Bowl Jam.
- 2006 3e in Desert Dog Park Slalom.
- 2006 1e in Desert Dog Bowl Bash.
- 2006 2e in GVR Etnies Bowl.
- 2006 1e in Mystic Sk8 Cup: Vert.
- 2006 2e in Oregon Trifecta West Linn, Oregon Bowl.
- 2006 1e in Oregon Trifecta Lincoln City, Oregon Bowl.
- 2006 2e in WCSK8 World Bowl Rankings. (Wcsk8)
- 2006 2e in Vans Pro-Tec Pool Party.
- 2007 1e in Quiksilver Bowlriders (Sweden)
- 2005 1e in Vans Pro-Tec Pool Party.
- 2004 1e in Mystic Sk8 Cup: Vert.
- 2004 3e in Toronto West 49 Open Vert Best Trick.
- 2004 3e in Toronto West 49 Open Vert.
- 2004 1e in Gravity Games: Vert.
- 2004 1e in Snickers Bowl Games.
- 2003 2e in  WCSK8 Pro Vert European Rankings.
- 2003 2e in Globe World Championships Vert.

- 2003 1e in European Open: Vert
- 2003 1e in Scandinavian Open: vert.
- 2003 2e in X Games: vert doubles (met Mike Crum)
- 2003 3e in X Games: vert.
- 2002 1e in Scandinavian Open: vert.
- 2002 3e in X Games: vert doubles (met Mike Crum)
- 1998 1e in Slam City Jam: vert.
- 1996 1e in Slam City Jam: vert.